# Morundah
Morundah is een plaats in de Australische deelstaat New South Wales en telt 76 inwoners (2006).